# 鲁比·基勒
鲁比·基勒（英語：Ruby Keeler，1909年8月25日—1993年2月28日），女，加拿大和美国演员、歌手。曾获得速食布丁年度风云女性奖。